# NGC 4600
NGC 4600 је лентикуларна галаксија у сазвежђу Девица која се налази на NGC листи објеката дубоког неба.
Деклинација објекта је + 3° 7' 4" а ректасцензија 12h 40m 22,9s. Привидна величина (магнитуда) објекта NGC 4600 износи 12,6 а фотографска магнитуда 13,6. Налази се на удаљености од 7,3500 милиона парсека од Сунца. NGC 4600 је још познат и под ознакама UGC 7832, MCG 1-32-128, CGCG 42-198, VCC 1834, PGC 42447.